# Vanja
Vanja je moško in žensko osebno ime.

## Izvor imena
Ime Vanja izhaja iz ruskega imena Vanьja, ki je skrajšana ali ljubkovalna oblika imena Ivan ali njegove ženske različice Ivana.

## Različice imena
- moške različice imena: Vanja
- ženske različice imena: Vankica, Vanica

## Pogostost imena
Po podatkih Statističnega urada Republike Slovenije je bilo na dan 1. januarja 2012 v Sloveniji število moških oseb z imenom Vanja: 199. Med vsemi moškimi imeni pa je ime Vanja po pogostosti uporabe uvrščeno na 443. mesto.
Po podatkih Statističnega urada Republike Slovenije je bilo na dan 1. januarja 2012 v Sloveniji število ženskih oseb z imenom Vanja: 2.018. Med vsemi ženskimi imeni pa je ime Vanja po pogostosti uporabe uvrščeno na 128. mesto.

## Osebni praznik
V koledarju je ime Vanja uvrščeno k imenu Ivan oziroma Ivana.